# Czarni Radom
El Czarni Radom es un club de voleibol de Radom, en el voivodato de Mazovia, en Polonia. Actualmente juega en la Polska Liga Siatkówki, la máxima categoría del país. En la década de los noventa, fue uno de los mejores clubes del país, quedando en tercer lugar en dos ocasiones y conquistando la copa en 1999.

## Palmarés
- Copa Polaca
  - Ganador (1): 1999
    - 2 º lugar (1): 1986
      - 3.er lugar (3): 1987, 1990, 1997